# جوناثان روبرتس
جوناثان روبرتس (بالإنجليزية: Jonathan Roberts)‏ هو سياسي أمريكي، ولد في 16 أغسطس 1771 في الولايات المتحدة، وتوفي في 24 يوليو 1854 في الولايات المتحدة. حزبياً، نشط في الحزب الجمهوري الديمقراطي.

## مناصب
- انتخب عضو مجلس ولاية بنسيلفانيا.
- انتخب عضو مجلس نواب بنسيلفانيا.
- انتخب عضو مجلس النواب الأمريكي.
- انتخب عضو مجلس الشيوخ الأمريكي.